# 川贝

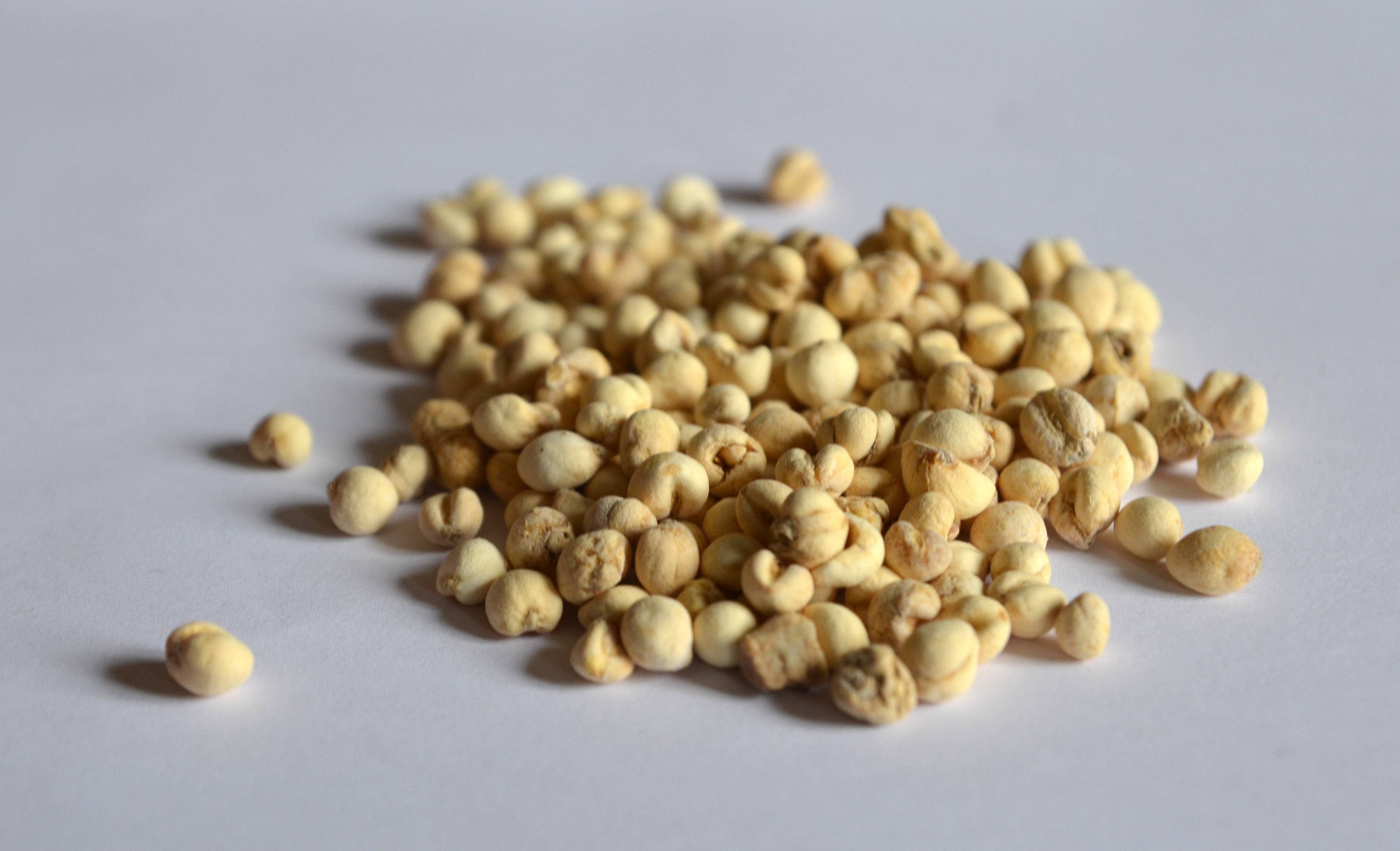
干川贝母

川贝为百合科植物川贝母、暗紫贝母、甘肃贝母、梭砂贝母的干燥鳞茎，为一味润肺止咳的传统中药。前三者按性状不同分别习称“松贝”和“青贝”，后者习称“炉贝”。川贝的别名有：虻（《诗经》），黄虻（《管子》），苘（《尔稚》），贝母、空草（《本经》），贝父、药实（《广雅》），苦花、苦菜、勤母（《别录》）。

## 药用

### 炮制方法
夏、秋二季或积雪融化时采挖，除去须根、粗皮及泥沙，晒干或低温干燥。

### 性味归经
味甘苦，性微寒，无毒。归肺、心经。

### 功效与主治
清热润肺，化痰止咳，散结消肿。

用于肺虚、久咳、虚劳咳嗽、燥热咳嗽、干咳少痰、咯痰带血、肺痈、瘰疬、痈肿、乳痈。

### 禁忌
脾胃虚寒及寒痰、湿痰者慎服。不宜与乌头类药材同用。

## 外部連結
- 川貝母 中藥材圖像數據庫  (香港浸會大學中醫藥學院) （中文）（英文）
- 川貝母, Chuanbeimu （页面存档备份，存于） 藥用植物圖像數據庫 (香港浸會大學中醫藥學院) （繁體中文）
- 川貝母 Chuan Bei Mu （页面存档备份，存于） 中藥標本數據庫 (香港浸會大學中醫藥學院) （繁體中文）（英文）